# Twins of Suffering Creek
Twins of Suffering Creek è un film muto del 1920 diretto da Scott R. Dunlap che aveva come interpreti principali William Russell e Louise Lovely.
La sceneggiatura di Jules Furthman si basa sull'omonimo romanzo di Ridgwell Cullum pubblicato a Londra nel 1912. Nel 1923, la Fox ne fece un'altra versione, sempre basata sul romanzo di Cullum, The Man Who Won, un film che aveva come protagonista Dustin Farnum diretto da William Wellman.

## Produzione
Il film fu prodotto dalla Fox Film Corporation.

## Distribuzione
Il copyright del film, richiesto da William Fox, fu registrato il 20 giugno 1920 con il numero LP15290.
Distribuito dalla Fox Film Corporation, il film uscì nelle sale statunitensi nel giugno 1920.